# مانیتور کلاس اوراگن
مانیتور کلاس اوراگن (به انگلیسی: Uragan-class monitor) یک کلاس از کشتی است که طول آن ۲۰۱ فوت (۶۱٫۳ متر) می‌باشد.